# Gare de Teradachō
La gare de Teradachō (寺田町駅, Teradachō-eki) est une gare ferroviaire de la ville d'Osaka au Japon. Elle est située dans l'arrondissement de Tennōji. La gare est gérée par la JR West.

## Situation ferroviaire
La gare de Teradachō est située au point kilométrique (PK) 12,0 de la ligne circulaire d'Osaka.

## Histoire
La gare est inaugurée le 16 juillet 1932.

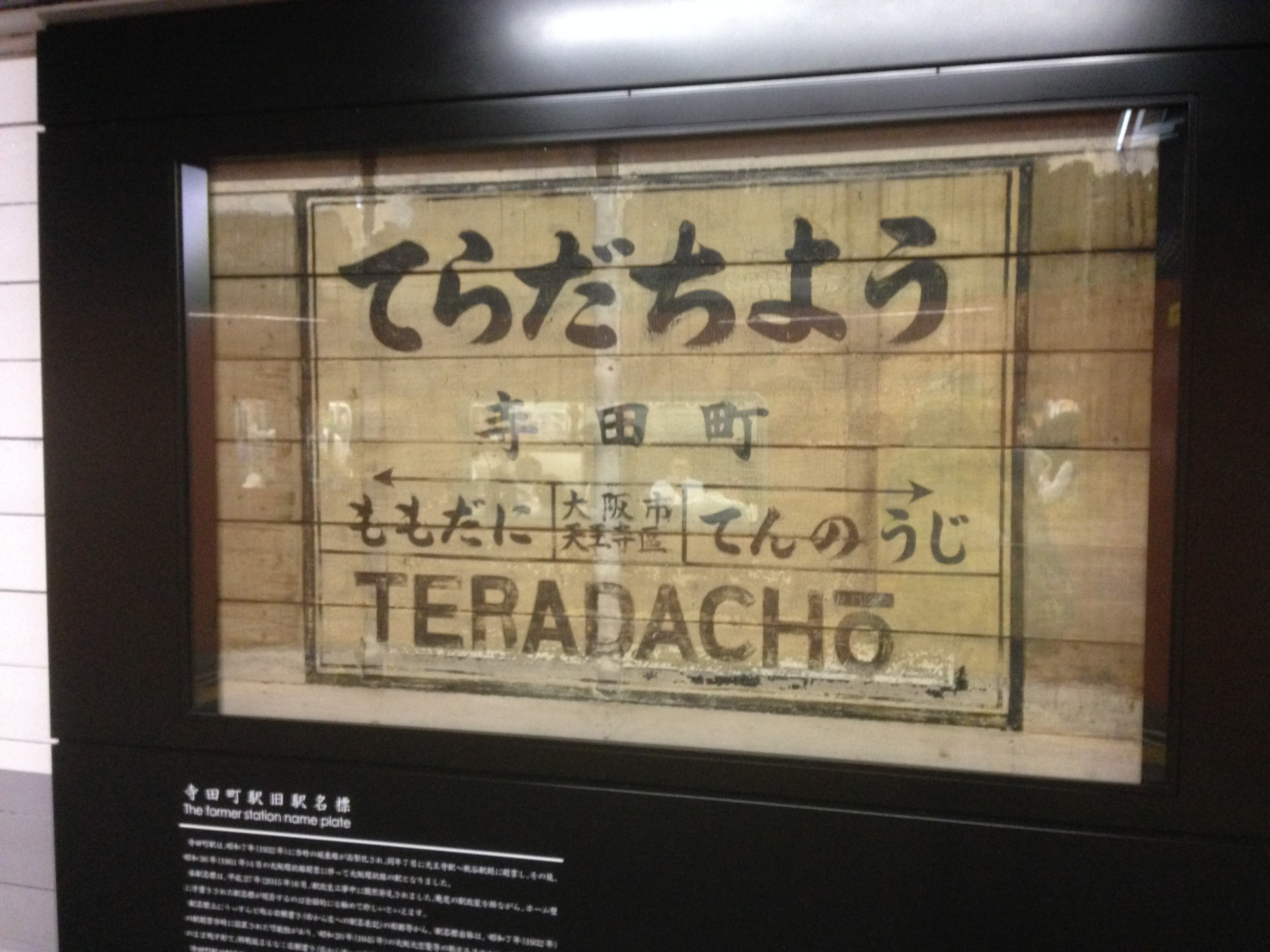
Panneau d'information des années 30 ou 40

## Services aux voyageurs

### Accès et accueil
La gare dispose d'un bâtiment voyageurs, avec guichet, ouvert tous les jours.

### Desserte
- Ligne circulaire d'Osaka :
  - voie 1 : direction Tsuruhashi et Kyōbashi
  - voie 2 : direction Tennōji et Shin-Imamiya